# Lord-grand-chambellan
Ne pas confondre avec le lord-chambellan (Lord Chamberlain).
Le lord-grand-chambellan (anglais : Lord Great Chamberlain) est un des grands officiers d'État du Royaume-Uni. Il est dans l'ordre de préséance après le lord du sceau privé et avant le lord-grand-connétable.

## Historique
Cette fonction héréditaire a été détenue pour la première fois par Robert, baron Malet, fils du chevalier Guillaume Malet, l’un des compagnons de Guillaume le Conquérant. En 1133, néanmoins, le roi Henri Ier confisqua les biens et l'office de Sir William Malet, frère du baron Robert, et offrit la position à Sir Aubrey de Vere, dont le fils devint comte d'Oxford. Depuis le Moyen Âge, cette fonction royale, sauf quelques exceptions depuis l'époque Tudor jusqu'à la fin des guerres civiles anglaises, est restée aux héritiers de l'ancienne famille noble de Vere.

## Fonctions

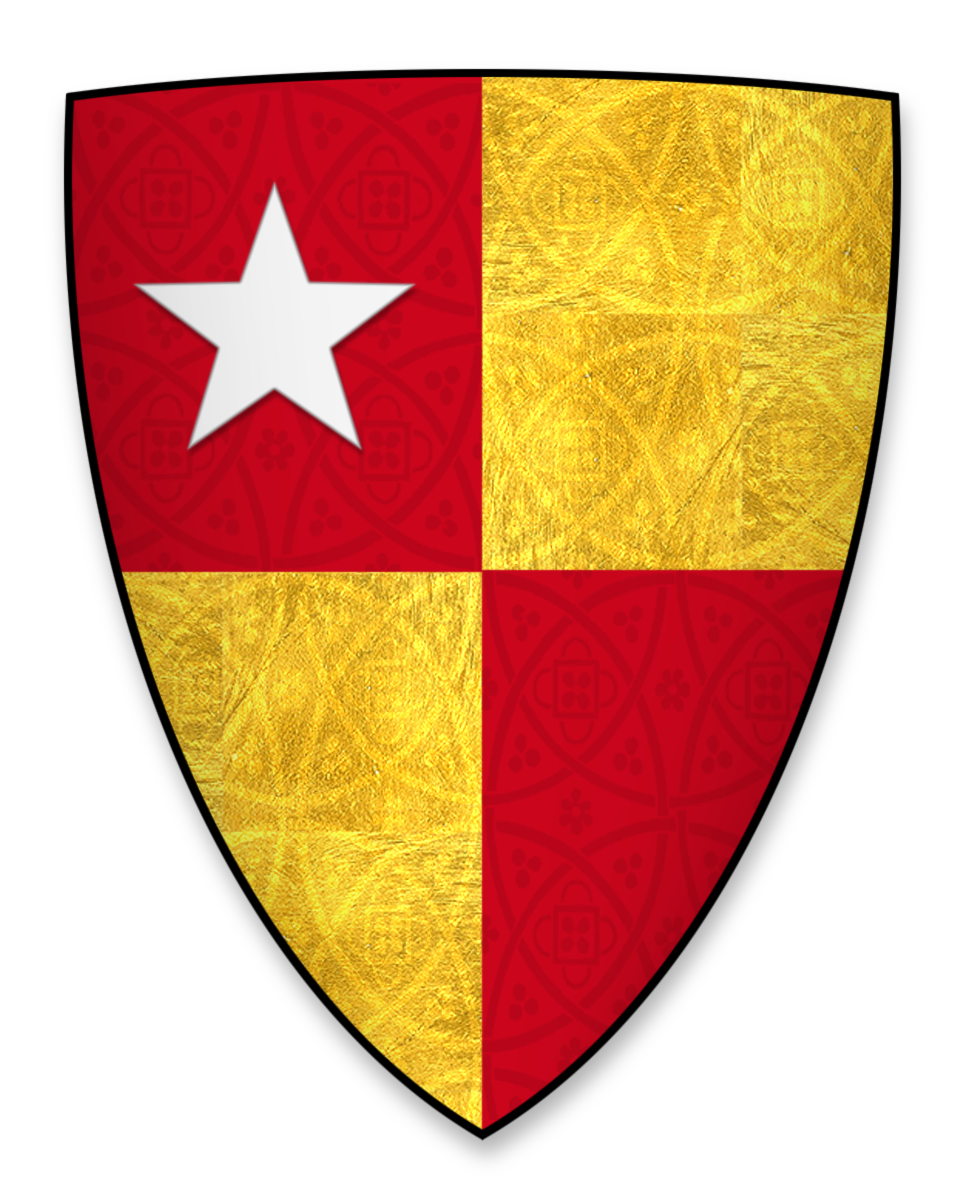
Écu de Vere

Le lord grand chambellan a pour charge le palais de Westminster et, en particulier, l'intendance de la Chambre des lords. Il porte l'Épée d'apparat (Sword of State) aux cérémonies d'ouverture et de fermeture du Parlement, bien que ce devoir soit délégué à un lord du Parlement (en) (Lord of Parliament) anciennement faisant rang de maréchal. Il joue également un rôle majeur dans les couronnements, ayant l'honneur d'habiller le monarque le jour de son investiture, et de lui servir l'eau avant la cérémonie et après le banquet d'État.
L'office de lord-grand-chambellan est à distinguer de celui non-héréditaire de lord-chambellan de la maison royale (Lord Chamberlain of the Household), fonction d'intendance de la maison royale (en 2025, Richard Benyon).
Le poste est une fonction héréditaire, et uniquement une seule personne peut l'exercer au même moment. Les divers individus auxquels appartiennent des fractions de la grande chambellance sont techniquement des adjoints héréditaires, et leur droit d'exercice est attribué de façon rotative à la mort du souverain ou après son propre décès. Depuis le XVIIe siècle, cette fonction royale est dévolue entre les divers héritiers des comtes d'Oxford : de nos jours à la famille Carington (sous le règne de Charles III).
Bien que le House of Lords Act 1999 ait supprimé le droit automatique des pairs héréditaires à siéger à la Chambre des lords, le lord-grand-chambellan continue, comme le comte-maréchal à y siéger en raison de son rôle des cérémonies parlementaires.

## Liste des lords-grands-chambellans

Coronet du baron et de l'actuel lord grand chambellan

| Monarque     | Lords-grands-chambellans                                          | Années    |
| ------------ | ----------------------------------------------------------------- | --------- |
| Anne         | Robert Bertie, 1er duc d'Ancaster et de Kesteven                  | 1701–1723 |
| George I     | Peregrine Bertie, 2e duc d'Ancaster et de Kesteven                | 1723–1742 |
| George II    | Peregrine Bertie, 3e duc d'Ancaster et de Kesteven                | 1742–1778 |
| George III   | Robert Bertie, 4e duc d'Ancaster et de Kesteven                   | 1778–1779 |
| George III   | Peter Burrell, 1er baron Gwydyr (adjoint jure uxoris)             | 1780–1820 |
| George IV    | Peter Burrell, 1er baron Gwydyr (adjoint jure uxoris)             | 1820–1821 |
| George IV    | Peter Drummond-Willoughby, 2e baron Gwydyr (adjoint)              | 1821–1828 |
| George IV    | Peter Drummond-Willoughby, 22e baron Willoughby d'Eresby          | 1828–1839 |
| Guillaume IV | George Cholmondeley, 2e marquis de Cholmondeley                   | 1830–1837 |
| Victoria     | Peter Drummond-Willoughby, 22e baron Willoughby d'Eresby          | 1837–1865 |
| Victoria     | Albyric Drummond-Willoughby, 23e baron Willoughby d'Eresby        | 1865–1870 |
| Victoria     | Gilbert Heathcote-Drummond-Willoughby, 2e baron Aveland (adjoint) | 1871–1888 |
| Victoria     | Gilbert Heathcote-Drummond-Willoughby, 1er comte d'Ancaster       | 1888–1901 |
| Édouard VII  | George Cholmondeley, 4e marquis de Cholmondeley                   | 1901–1910 |
| George V     | Robert Wynn Carrington, 1er marquis de Lincolnshire               | 1910–1928 |
| George V     | William Legge, vicomte Lewisham (adjoint)                         | 1928–1936 |
| Édouard VIII | George Cholmondeley, 5e marquis de Cholmondeley                   | 1936      |
| George VI    | Gilbert Heathcote-Drummond-Willoughby, 2e comte d'Ancaster        | 1936–1951 |
| George VI    | James Heathcote-Drummond-Willoughby, 3e comte d'Ancaster          | 1951–1952 |
| Élisabeth II | George Cholmondeley, 5e marquis de Cholmondeley                   | 1952–1966 |
| Élisabeth II | George Cholmondeley, comte de Rocksavage (adjoint)                | 1966–1968 |
| Élisabeth II | Hugh Cholmondeley, 6e marquis de Cholmondeley                     | 1968–1990 |
| Élisabeth II | David Cholmondeley, 7e marquis de Cholmondeley                    | 1990–2022 |
| Charles III  | Rupert Carington, 7e baron Carrington                             | 2022–     |